# Холтусен
Холтусен (њем. Holthusen) општина је у њемачкој савезној држави Мекленбург-Западна Померанија. Једно је од 89 општинских средишта округа Лудвигслуст. Према процјени из 2010. у општини је живјело 862 становника. Посједује регионалну шифру (AGS) 13054045.

## Географски и демографски подаци
Холтусен се налази у савезној држави Мекленбург-Западна Померанија у округу Лудвигслуст. Општина се налази на надморској висини од 49 метара. Површина општине износи 20,6 km². У самом мјесту је, према процјени из 2010. године, живјело 862 становника. Просјечна густина становништва износи 42 становника/km².